# Lexe
Lexe är en stadsdel som ligger omkring tre kilometer från centrala Gävle. Det är i huvudsak ett villaområde med mestadels äldre hus. Lexe ligger vackert beläget längs Gavleån och var känt som ett rekreationsområde för de välbärgade under det tidiga 1900-talet.